# Casto José Alvarado
General Casto José Alvarado (* 1820; † 9. August 1873 am Río Chamelcon) war vom 1. Januar 1843 bis 12. Februar 1847 Minister in drei Regierungskabinetten, welche die Funktion des Staatschefs von Honduras ausübten.

## Leben
Casto José Alvarado war Finanzminister im Regierungskabinett von Francisco Ferrera.
Als sich Ferrera vom 1. Januar 1843 bis 23. Februar 1843 zum Präsidenten wählen ließ, führte das Regierungskabinett aus Außenminister, Juan Morales, Kriegsminister José Julián Tercero und Casto José Alvarado die Regierungsgeschäfte.
Von 1. Januar 1845 bis 12. Januar 1845 führte Alvarado mit Coronado Chávez die Regierungsgeschäfte, welcher anschließend Präsident von Honduras war.
Von 1. Januar 1847 bis 12. Februar 1847 war Alvarado mit Francisco Ferrera und José Santos Guardiola Bustillo in einem Regierungskabinett, welches die Regierungsgeschäfte bis zur Übernahme des Präsidentenamtes durch Juan Lindo führte.
Casto José Alvarado gehörte auch zum Regierungskabinett von José María Medina, als diese im März 1872 durch Carlos Céleo Arias López gestürzt wurde.
Es wurde eine Amnestie mit Ausnahme von Medina, und seiner Minister Manuel Colinders und Rafael Padilla erlassen. Für Crescencio Gómez, Máx Araujo, Casto Alvarado, Jesús Inetrosa, und wenigen weiteren galt die Amnestie; sie wurden aber bis zum In-Kraft-treten einer neuen Verfassung aus Honduras verbannt.
Unter der Regierung von Carlos Céleo Arias López erreichte 1873 das US-Dampfschiff Sherman von Puerto Limón, Costa Rica kommend die karibische Küste von Honduras. Er brachte Exilierte aus Honduras, Guatemala, und El Salvador, welche versuchten ihre jeweiligen Regierungen zu stürzen. Casto José Alvarado wurde bei einem Angriff am Río Chamelcon getötet.